# 굳힘
굳힘(enclosure) 또는 둘러싸기는 바둑에서 비어있는 귀를 '선점'(차지)한 후, 한 수를 더 착수해서 귀를 더욱 굳게 지키는 것 즉, 보강하는 것이다. 굳힘은 '귀를 봉쇄해 집으로 만드는 과정'이며, 일반적으로 '귀의 삼삼을 포함해 품는 수' 즉 귀굳힘을 뜻한다. 굳힘이 성립되기 이전에 상대방이 먼저 이 위치에 걸쳐오는 것 또는 귀굳힘을 방해하는 수단을 걸침 또는 귀걸침이라고 한다. 귀굳힘, 화점굳힘, 소목굳힘 외에 마늘모굳힘, 한칸굳힘, 두칸굳힘, 날일자굳힘, 눈목자굳힘, 높은굳힘, 밭전자굳힘이 있다. 참고로, 굳힘의 목적은 선수를 잡는 것이다. 일반적으로 선수는 선후의 국면에서 상대방의 수에 앞서는 효과적인 착수, 후수는 반대의 경우를 뜻하며, 전자는 '내가 두고 싶은 곳에 주도적으로 둘 수 있는 상태', '어떤 곳에 먼저 두었을 때 상대방이 손을 빼서(손빼기) 다른 데 둘 수 없게 만드는 수', '상대방을 자신의 의도대로 강제적으로 두게 하는 수'를 뜻한다. 발전성이 부족하지만 튼튼한 마늘모굳힘과 발전성이 풍부한 반면 빠른 행마로 인해 견실함이 모자란 눈목자굳힘의 단점을 보강한 날일자굳힘이 굳힘의 기본 정석이다.